# Caloplaca subalpina
Caloplaca subalpina är en lavart som beskrevs av Vondrák, Šoun & Palice. Caloplaca subalpina ingår i släktet orangelavar och familjen Teloschistaceae.   Inga underarter finns listade i Catalogue of Life.